# De Linde (plaats)
De Linde is een buurtschap in de gemeente Westerkwartier in de provincie Groningen. De buurt ligt iets ten zuiden van het dorp Marum.

## Geschiedenis
De Linde was een uitgebreid veencomplex dat zich uitstrekte van Marum tot ongeveer aan de grens met Friesland bij de buurtschap Keuningswijk. De Linde werd reeds vermeld in de 15e eeuw en werd ook wel aangeduid met de naam 'Corpus de Linde', die aan het eind van de 16e eeuw voor het eerst werd aangetroffen. Naast een heerd had het klooster Trimunt namelijk meer bezit op De Linde en mogelijkerwijs had het klooster hier een voorwerk. In 1623 wordt gesproken over een priesterswoning op het erf van de Linde en Van der Aa maakte melding van een kapel (ook mogelijk op het terrein van de heerd), die vanuit het Trimunt bediend werd. Zo zou er ook een pad dwars door de heide, van het klooster naar de kapel gelopen hebben.

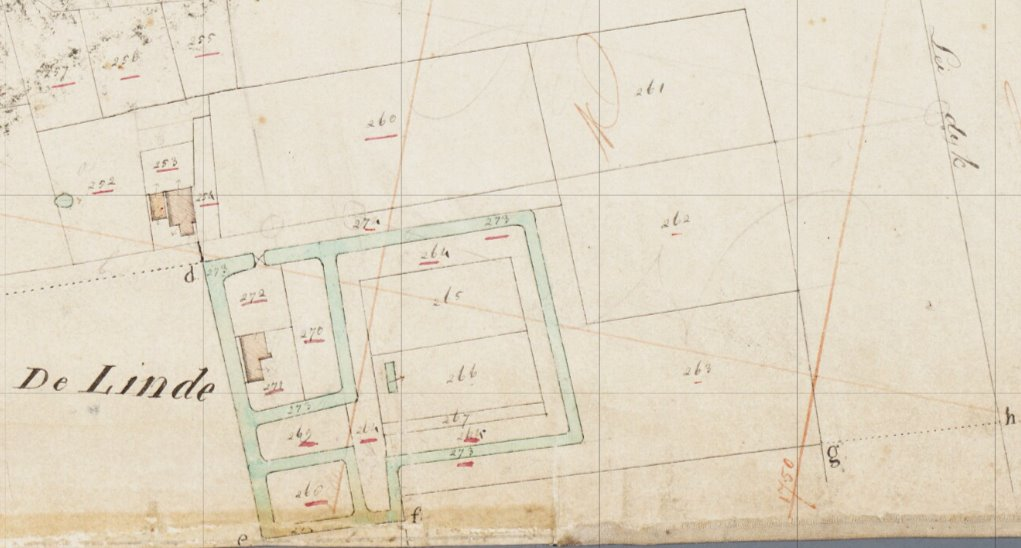
De Linde op een kadastrale kaart uit 1832. De boerderij boven is de Oosterlinde en rechts in beeld is nog de Leidijk te zien.

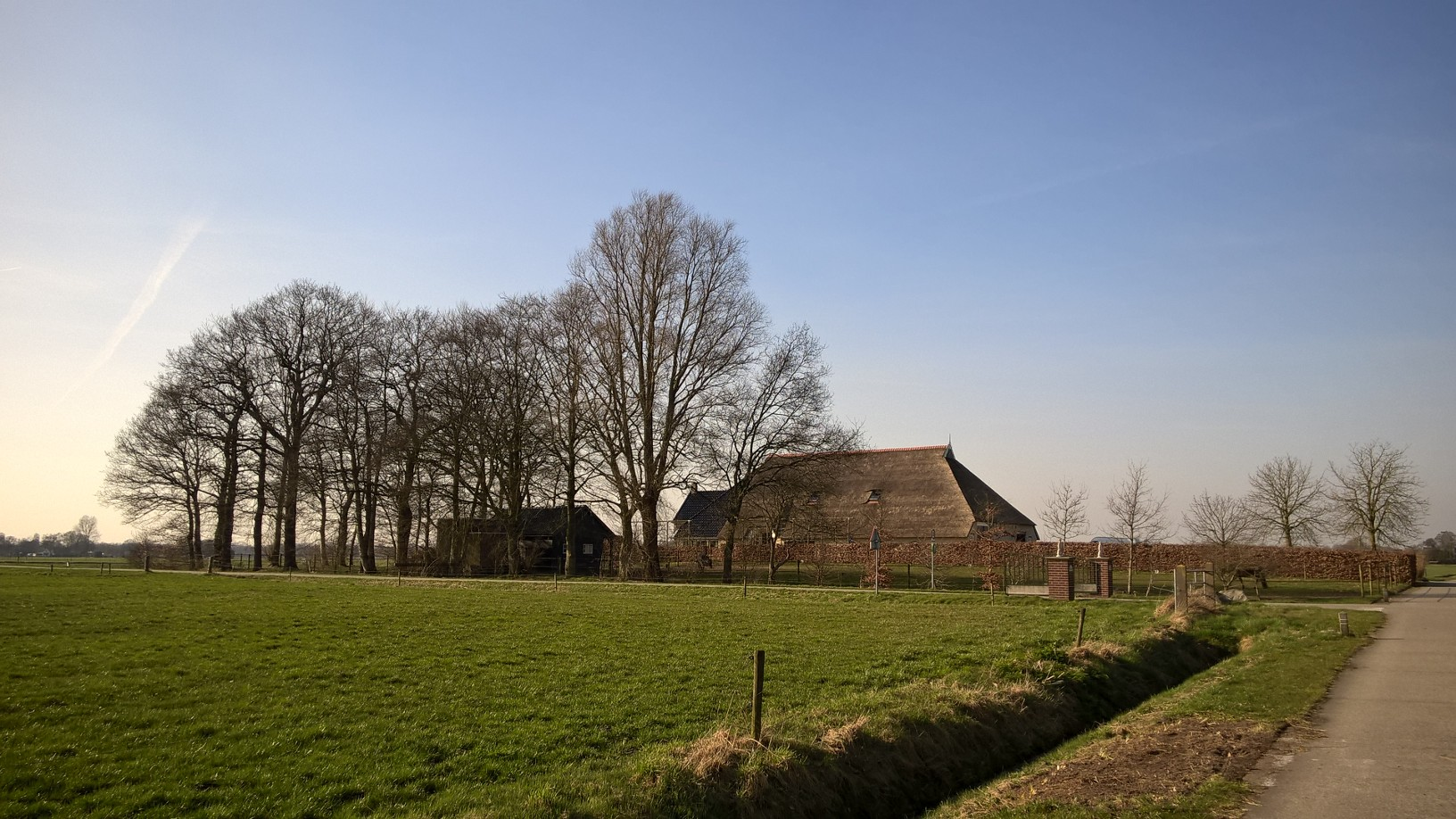
Boerderij 'Corpus de Linde' heden ten dage.

In de loop van de 16e eeuw kocht de familie Van Ewsum systematisch alle heerden van De Linde op. Hierdoor kwam de familie ook het collatierecht en een herenbank in de kerk van Marum toe. Christoffel van Ewsum erfde na het overlijden van zijn moeder Beetke van Rasquert in 1554 de Lindster venen en in 1566 ruilde hij een aantal hooilanden boven Marum met het klooster Trimunt voor de 'Hijlenstede', een heerd op de Linde. Christoffel was getrouwd met Anna van Dornum en in 1567 probeerde hij De Linde te gelde te maken om zich zo in Oost-Friesland te vestigen. Hierbij hoorden een flink aantal heerden: de Renckemaheerd, de Fockemaheerd, de letzkensheerd, de Ruwerdaheerd, de Suwemaheerd, de Reinemaheerd en De Linde. Verkopen lukte echter niet en het werd voor Christoffel steeds moeilijker om de exploitatie van zijn veengebieden te bekostigen. Zijn zoon Huldirch 'Ulrich' van Ewsum kocht het veencomplex vervolgens en liet er een adellijke hofstede bouwen. De Linde verviel later aan zijn dochter Sophia van Ewsum, maar haar man Johan Christoffel Schuier verkocht het veengebied in 1610 aan Wilhelm van In- en Kniphuisen. Het gebied kwam toen in het bezit van diens zoon Dodo die het in 1623 ruilde met ene Johan Besuin. De familie Van Ewsum voerde meerdere processen tegen Besuin door geschillen die ontstonden door de onduidelijke grenzen van de Lindster venen. Besuin bleef zijn collatierecht van de kerk van Marum uitvoeren tot zijn dood in 1653.
Johan Besuins dochter Gesina trouwde met Aemilius Olthonides. Aemilius trad op als collator en beherend kerkvoogd van Marum. Hun dochter Magdelena trouwde met Dr. Lollius Gellii ab Alserda uit Leeuwarden en hij volgde Aemilius op als collator voor de Linde. Lollius' zoon Aemilius Franciscus trouwde met de rooms-katholieke Johanna Maria Cloot. In de 18e eeuw vormde De Linde dan ook een katholiek centrum in het gebied rond Marum en een Groningse pastoor uit de Guldenstraat predikte er regelmatig. In de 18e eeuw kwamen voor het eerst de namen 'Oosterlinde' en 'Westerlinde' voor, al bleef het corpus intact tot het in 1796 geveild werd na het overlijden van de laatste Alserda, Ferdinandus Albartus van Alserda. De Linde werd vermoedelijk gekocht door Johan 'Jan' Hendrik de Grijs. Hij was getrouwd met Johanna Maria van Alserda die de Westerlinde waarschijnlijk als erfdeel had gekregen. De Oosterlinde werd verkocht aan een niet-familielid, maar werd in 1812 weer door koop bij het corpus gevoegd. Jan de Grijs was de eerste persoon die door het verbod van 1829 niet in de kerk van Marum begraven werd. Johannes Hendricus de Grijs was de laatst eigenaar van De Linde van zijn familie al woonde hij toen in Assen. Na veel hypotheken afgesloten te hebben, moest hij in 1853 de Linde en de Ooster- en Westerlinde met annexen laten veilen. Het complex werd verkocht aan A.J. van Roijen, een notaris te Onderdendam. De Linde en de Oosterlinde werden waarschijnlijk in 1913 afgebroken. Alleen op de plaats van De Linde werd een nieuwe boerderij gebouwd, welke ook de naam 'Corpus de Linde' draagt. Deze boerderij heeft in de achtergevel nog een klein gevelsteentje met de beeltenis van een Moor, mogelijk afkomstig uit de oude kapel.

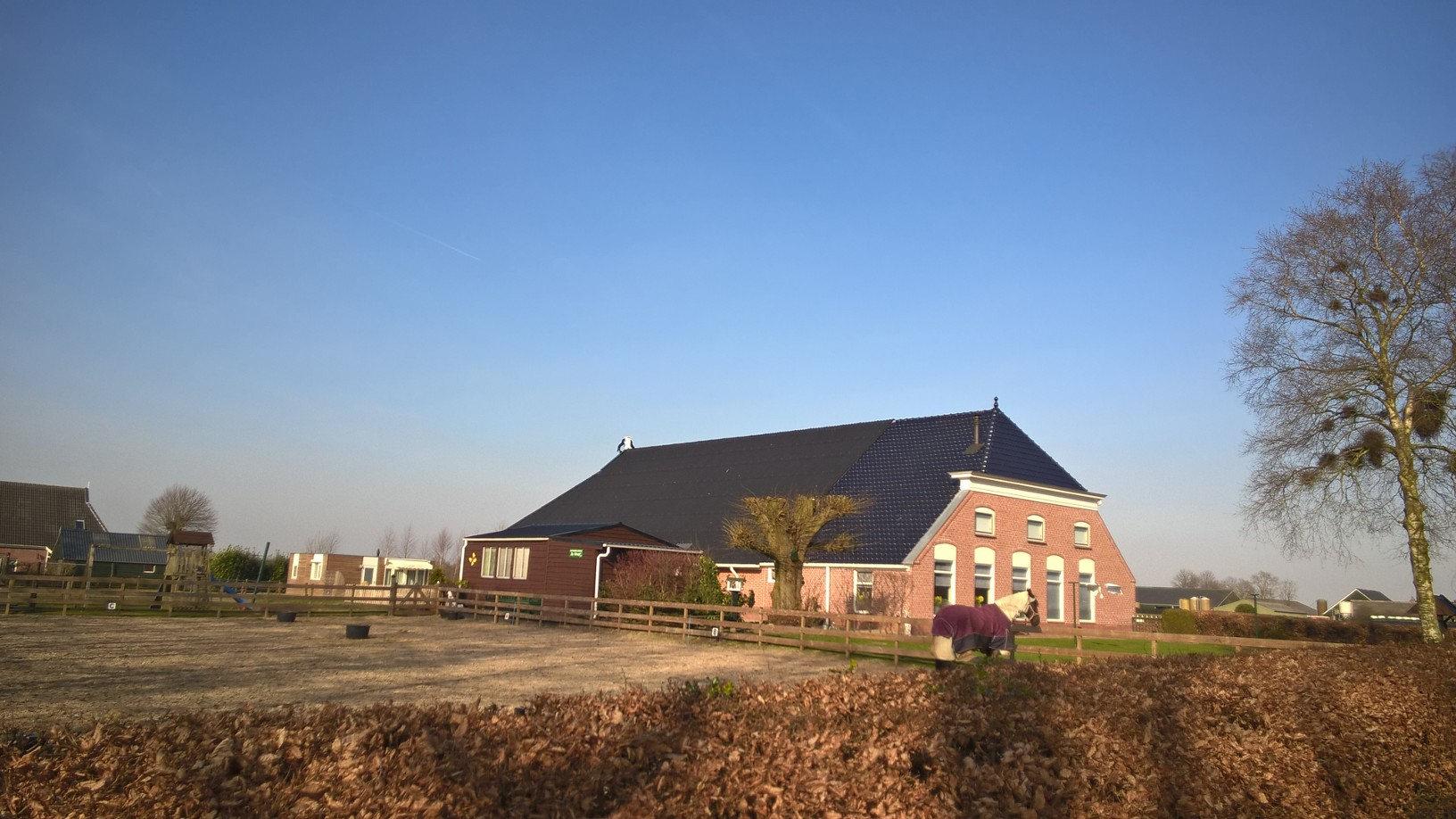
Voormalige manege van Mazeppa op De Linde van 1972 tot 2011.

## Geografie
De Linde ligt ten zuiden van Marum en ten noorden van de Jonkersvaart. Ten zuidoosten van de buurtschap ligt het dorp De Wilp en aan de oostkant ligt de buurtschap Willemstad. De Linde is vernoemd naar een klein stroompje de ‘Linne’, dat water uit de hooggelegen heidevelden via de Randel afvoerde naar het Oud Diep. Een leidijk ten noorden van De Linde moest ook voorkomen dat het zure water van de heidegronden naar de ontgonnen weidegronden vloeide. Heden ten dage ligt het gedeelte van De Linde rond de Jonkersvaart nog steeds op 4,4 meter boven NAP en ligt Marum op zo'n 3,4 meter. Door het gebied gaan de Houtwal en de Lindsterlaan, de verbinding tussen de Wendsteinweg en de Jonkersvaart. Waar de Houtwal op de Lindersterlaan aansluit, staat de huidige boerderij met naam 'Corpus de Linde'. De Houtwal lag vroeger ten noorden van deze boerderij, maar is nu verlegd naar de zuidkant. Nog een klein deel van het grachtenpatroon van de vroegere hofstede resteert voor het voorhuis van de boerderij. Doordat er geen puin vrijgekomen is bij het egaliseren van het terrein, is niet duidelijk waar de hofstede zich bevonden heeft. De eerste boerderij aan de Houtwal ten westen van Corpus de Linde bevindt zich op het plaats van de voormalige Westerlinde. De boerderij daarnaast fungeerde van 1972 tot 2011 als manege. Het gebouw werd gebruikt door de plaatselijke paarsensportvereniging 'Mazeppa', genoemd naar een hetman van de Kozakken, Ivan Mazepa. In 2011 werd besloten om de vereniging onder te brengen bij de manege aan de Kruisweg in Marum, aangezien het gebouw niet meer aan de huidige eisen van de ruitersport voldeed.